# TV Educa Chile
TV Educa Chile fue un canal de televisión abierto infantil chileno, promovido en un histórico acuerdo por los canales que conforman ANATEL, con el apoyo del Ministerio de Educación y el Consejo Nacional de Televisión. Inició sus transmisiones el 14 de abril de 2020, con el propósito de complementar la educación a distancia de los estudiantes en Chile durante la pandemia de COVID-19.

## Historia
Su lanzamiento fue anunciado por el presidente de la República, Sebastián Piñera, el 14 de abril de 2020 como un esfuerzo conjunto del Ministerio de Educación, el Consejo Nacional de Televisión y las cadenas de televisión agrupadas en ANATEL y Arcatel para brindar contenidos de entretención educativa orientados a la población escolar de los niños y niñas del país y sus padres producto de la pandemia. Es el segundo proyecto televisivo educativo en Chile, luego de Teleduc, de la Pontificia Universidad Católica de Chile (PUC). 
El servicio fue operado por Televisión Nacional de Chile e incluyó contenidos del canal público, además de los privados Chilevisión, Mega y Canal 13, como también producciones audiovisuales independientes y espacios de educación a distancia. De acuerdo al CNTV, también será incorporado a las parrillas de los principales servicios de televisión por suscripción del país.
El canal contó con un comité editorial compuesto por un representante de cada uno de los canales miembros de Anatel, el cual estuvo presidido por Ernesto Corona. La secretaria ejecutiva del comité fue Loreto Sanhueza (TVN) y la directora de programación fue Mariana Hidalgo (productora ejecutiva de TVN).
El CNTV realizó una encuesta en mayo de 2020, en la cual se concluyó que el 86 % de las personas esperaba que el canal continuara después de terminada la pandemia. Debido al éxito y a las altas cifras de audiencia, el 24 de junio se anunció que la señal continuaría tres meses más de lo planeado, hasta el 14 de septiembre, fecha en que acabaría de forma preliminar el Estado de Catástrofe Nacional en Chile. Asimismo, el 12 de julio se reveló que el directorio de Televisión Nacional de Chile estaba evaluando quedarse a cargo de los contenidos de TV Educa Chile para convertirlo en un canal cultural, más allá de la crisis de COVID-19. El 14 de agosto se informó que la señal duraría al menos hasta diciembre, y que tanto Canal 13 como TV+ estaban interesados en participar en la prolongación de la señal, compitiendo con el interés ya demostrado por TVN.
El 17 de marzo de 2021, el presidente Sebastián Piñera junto a los ministros de la Secretaría General de Gobierno, Jaime Bellolio; de Educación, Raúl Figueroa, y de las Culturas, Consuelo Valdés anunciaron que TV Educa Chile se transformaría en el canal cultural de Televisión Nacional de Chile, con la intención de mantener cumplir con lo establecido en la ley 21 085 de 2018, cuyo fin —la puesta en marcha de una segunda señal de TVN con carácter cultural— se encontraba paralizado en aquel entonces. También se informó de un acuerdo con Anatel para permitir que los contenidos de otros canales permanecieran en la señal.
Televisión Nacional de Chile comenzó a administrar en solitario el canal, desde el 1 de julio; no obstante, La Red mantuvo la distribución en su frecuencia de la Región Metropolitana. Durante este periodo, se dio a conocer que sería sucedido por un nuevo canal con una forma de financiamiento diferenciado y una programación con un carácter cultural y familiar, diferenciándose del esquema de programación de TV Educa Chile, cuyos programas fueron donados por otros canales, productoras y fundaciones, y que estaban dirigidos a un público infantil. Posteriormente, el 29 de julio de 2021 TVN dio a conocer que desde el 8 de agosto, en el marco del Día del Niño, TV Educa Chile finalizaría sus emisiones y sería sustituido por la nueva señal NTV a nivel nacional en una frecuencia propia.

## Programación
La programación de TV Educa Chile comenzaba desde las 6 de la mañana y finalizaba pasada de la medianoche de lunes a domingo, con excepción del subcanal de Canal 13, donde el canal transmitía hasta las 22:00. Su programación se basaba en bloques programáticos que comenzaban con Despierta desde las 6:00 hasta las 14:00 horas, Descubre desde las 10:00 hasta las 15:30 horas, Crea desde las 12:00 hasta las 18:00 horas, Diviértete desde las 12:20 hasta las 18:20 horas y finalmente Diviértete en Familia desde las 21:30 horas.
Además, el Ministerio de Educación junto a Televisión Nacional lanzaron el sistema de teleclases AprendoTV que tenía una duración aproximada de 25 minutos, y permitió a los niños de 1° a 4° básico, aprender con base en las asignaturas de Lenguaje, Matemáticas, Ciencia e Historia.
En algunas series como Pichintún o Abre Palabras, se utilizó la lengua de señas, así como subtítulos y audio descripción.